# Burrhus Frederic Skinner
Pour les articles homonymes, voir Skinner.
Burrhus Frederic Skinner, né le 20 mars 1904 à Susquehanna Depot (Pennsylvanie) et mort le 18 août 1990 à Cambridge (Massachusetts), est un psychologue et penseur américain. Penseur influent du behaviorisme (notamment du « behaviorisme radical »), il a été fortement influencé par les travaux d'Ivan Pavlov et ceux du premier comportementaliste John Watson. Il occupe la première place sur la liste des psychologues les plus importants du XXe siècle établie en 2002 par la Review of General Psychology.

## Biographie
Skinner naît en 1904 en Pennsylvanie aux États-Unis. Après avoir obtenu une licence de littérature anglaise au Hamilton College en 1926, il commence des études à l'université Harvard, où il obtient un doctorat de psychologie en 1931. Il poursuit des recherches à Harvard jusqu'en 1936. Après avoir enseigné à Harvard et à l'université du Minnesota, Skinner devient le directeur du laboratoire de psychologie à l'université de l'Indiana en 1945. Il retourne en 1948 à Harvard et y poursuit sa carrière jusqu'à sa retraite académique en 1974. Il meurt de la leucémie le 18 août 1990. Il est enterré au cimetière de Mount Auburn de Cambridge.

## Travaux et apports de Skinner

### Présentation
Sa contribution théorique majeure en psychologie est le concept de conditionnement opérant, qu'il distingue du conditionnement classique pavlovien ou conditionnement répondant. L'approche pavlovienne consiste à démontrer qu'un stimulus, différent de celui en vigueur dans l'environnement de l'animal, peut générer la même réponse comportementale. Exemple : une cloche va générer la salive chez le chien, à la place de l'excitation gustative. Pour Skinner cette approche explicative péchait par une omission de taille : elle ne prenait pas en compte l'action de l'environnement après qu'une réponse a été produite. Autrement dit, un chien peut effectivement saliver à la suite d'un son de cloche, mais pour Skinner cela vient du résultat de ce qui se passe ensuite : si l'acte de saliver est récompensé ou non. S'il est récompensé, alors la cloche deviendra le stimulus opérant, si l'acte n'est pas récompensé alors elle ne le sera pas. Sur cette base Skinner fait apparaître la notion de « contingence de renforcement » pour désigner l'environnement qui va produire le comportement. Il se caractérise par trois aspects : 1) les circonstances dans lesquelles le comportement survient, 2) le comportement lui-même, 3) les conséquences renforçantes. Un comportement dit « opérant » est alors un comportement qui va produire des conséquences renforçantes. On parle également d'un conditionnement opérant. Par exemple, on dira que l'action d'un organisme est conditionnée de manière opérante quand sa fréquence augmente du fait de ses conséquences positives pour l'organisme. Dans le conditionnement classique on entraîne une réponse en manipulant les stimuli, dans le conditionnement opérant, on entraîne une réponse par la manipulation des contingences de renforcement. Cette notion permet d'intégrer la spontanéité de l'organisme au sein d'un cadre explicatif mécaniste.
Il est l'inventeur d'un dispositif de conditionnement opérant communément appelé boîte de Skinner. Ce matériel de laboratoire a simplifié l'étude des mécanismes de conditionnement, notamment en favorisant le développement de modèles expérimentaux du comportement des organismes.
En 1957, Skinner a étendu l'application des mêmes principes de conditionnement opérant à la communication, dans son ouvrage intitulé Verbal Behavior. Cela part de l'observation que si une personne demande un objet à une autre personne, le fait de recevoir cet objet en retour va renforcer le comportement de demande, augmentant ainsi la probabilité que le sujet répète plus tard ce comportement dans des conditions similaires pour obtenir le même type de résultat. Skinner y formule une théorie où la communication est vue comme un comportement particulier qui vise à obtenir des conséquences bien précises au travers d'autres individus. Il distingue plusieurs niveaux d'abstraction selon que le stimulus est explicite ou pas. Ainsi, décrire ce qu'on voit (Tact) n'est pas la même chose que décrire ce qui se passe en un autre lieu, ou ce qui s'est passé à un autre moment (Intraverbal).

### Critiques
Skinner a voulu étendre cette théorie du comportement à l'espèce humaine (les stimuli ne sont que plus complexes, et forment alors une « situation »).
Toutefois, le linguiste Noam Chomsky — l'un des plus célèbres critiques de Skinner — a souligné l'incapacité de la théorie de Verbal Behavior à rendre compte des caractéristiques du langage. En effet, l'acquisition du langage par confrontation au milieu dans lequel l'individu a grandi ne rend pas compte de la production d'énoncés tout à fait particuliers comme la poésie, ou d'une manière plus large, de la capacité des individus à produire des énoncés nouveaux.
En 1972, la romancière et philosophe Ayn Rand consacra une longue critique à Par delà la liberté et la dignité de Skinner dans son essai "The Stimulus and the Response", republié par la suite dans le livre Philosophy: Who Needs It. Dans cette critique, elle passe en revue beaucoup d'articles consacré au livre de Skinner et salue en particulier l'article de Noam Chomsky (à laquelle elle était pourtant philosophiquement opposée) intitulé "The Case Against B.F. Skinner".

### Applications
La théorie de Skinner a cependant exercé une grande influence sur les méthodes d'apprentissage des langues. Les méthodes audio-orales et les laboratoires de langue sont basés sur les travaux de Skinner et ceux de Leonard Bloomfield.
L'approche Verbal Behavior est la base théorique de l'approche éponyme d'apprentissage du langage pour les personnes avec autisme. C'est une version spécialisée de l'ABA focalisée sur le langage.

## Œuvres
Il a notamment écrit : 
- Un essai utopique « Walden Two », 1948. Traduction française parue aux Éditions In Press  (ISBN 2848350733)
- Verbal Behavior, 1957. Prentice Hall.
- La révolution scientifique de l'enseignement (The technology of teaching, 1968), 3e édit., 1995, Mardaga,  (ISBN 978-2-8700-9028-2)
- L'Analyse expérimentale du comportement, 1969.  (ISBN 2870090323)
- Par delà la liberté et la dignité, 1971.  (ISBN 2221038533)
- Science et comportement humain Traduction française parue aux Éditions In Press   (ISBN 9782848351506)